# Wagonwheel Blues
Wagonwheel Blues är ett musikalbum från 2008 av indierockbandet The War on Drugs och gavs ut av skivbolaget Secretly Canadian. Låtarna skrevs av Adam Granduciel och i viss del av Kurt Vile. Detta var The War on Drugs första studioalbum och andra utgivna skiva.

## Låtlista
1. Arms Like Boulders – (5:20)
2. Taking the Farm – (4:00)1
3. Coast Reprise – (3:15)1
4. Buenos Aires Beach – (3:23)
5. There Is No Urgency – (6:19)
6. A Needle in Your Eye #16 – (4:54)
7. Reverse the Charges – (3:20)
8. Show Me the Coast – (10:03)1
9. Barrel of Batteries – (2:29)

1 Granduciel och Vile skrev låtarna tillsammans.

Källa: 

## Medverkande
- Adam Granduciel – sång, akustiska- och elektriska gitarrer, munspel, trummor, orgel, samplers, rhodes-piano och piano.
- Kurt Vile – akustiska- och elektriska gitarrer, sång, trumpet och piano.
- David Hartley – elbas.
- Kyle Lloyd – trummor och slagverk.

Källa: 

### Fotnoter
1. 1 2  ”The War on Drugs | Wagonwheel Blues”. SecretlyCanadian.com. Arkiverad från originalet den 15 mars 2015. https://web.archive.org/web/20150315184721/http://secretlycanadian.com/onesheet.php?cat=SC179. Läst 7 mars 2015.
2. ↑  ”Wagonwheel Blues – The War on Drugs | Credits”. AllMusic.com. http://www.allmusic.com/album/wagonwheel-blues-mw0000787388/credits.